# Anton Španinger
Anton Španinger (* 1941 in Maribor) ist ein ehemaliger jugoslawischer Radrennfahrer und nationaler Meister im Radsport.  

## Sportliche Laufbahn
Španinger stammt aus dem slowenischen Teil des Landes. 1960 siegte er in der nationalen Meisterschaft im Mannschaftszeitfahren.
1964 wurde er Dritter der nationalen Meisterschaft im Straßenrennen hinter dem Sieger Rudi Valenčič.
In der Internationalen Friedensfahrt 1965 schied er aus. Er fuhr die Tour de l’Avenir, schied jedoch aus. In der Österreich-Rundfahrt 1968 belegte Španinger beim Sieg von Jan Krekels den 5. Platz der Gesamtwertung.